# Вакера (Бјела)
Вакера је насеље у Италији у округу Бијела, региону Пијемонт.
Према процени из 2011. у насељу је живело 38 становника. Насеље се налази на надморској висини од 452 м.